# Noordwolde (De Friese Meren)
Noordwolde is een gebied in de gemeente De Friese Meren. Noordwolde vormde het zuidoostelijk gedeelte van de voormalige gemeente Hemelumer Oldephaert en Noordwolde. In het gebied liggen de dorpen Kolderwolde, Oudega en Elahuizen.